# Fosse temporale (anatomie humaine)
Ne doit pas être confondu avec Fosse temporale (biologie).
En anatomie humaine, la fosse temporale est une région de la partie latérale de la voûte crânienne. 

## Limites
La fosse temporale est une dépression peu profonde sur le côté du crâne délimitée 
- en haut par la ligne temporale supérieure de l'os pariétal,
- en avant par la face postérieure du processus frontal de l'os zygomatique  et la face postérieure du processus zygomatique de l'os frontal,
- en bas par l'arcade zygomatique.

Sa face profonde ou latérale est constituée des os frontal, pariétal, temporal et sphénoïde.
Sa face superficielle ou médiale est constituée du fascia temporal.

## Contenu
- Muscle temporal
- Artères temporales profondes
- Nerfs temporaux profonds
- Artère temporale superficielle (de la carotide externe)
- Nerf zygomatico-temporal

## Aspect clinique
Le ptérion est situé dans la fosse temporale.
Cliniquement, le ptérion est une zone importante car il recouvre la division antérieure de l'artère et de la veine méningées moyennes.
Un traumatisme dans cette région peut entraîner un hématome extradural pouvant provoquer une hernie du tissu cérébral et une ischémie.

## Galerie

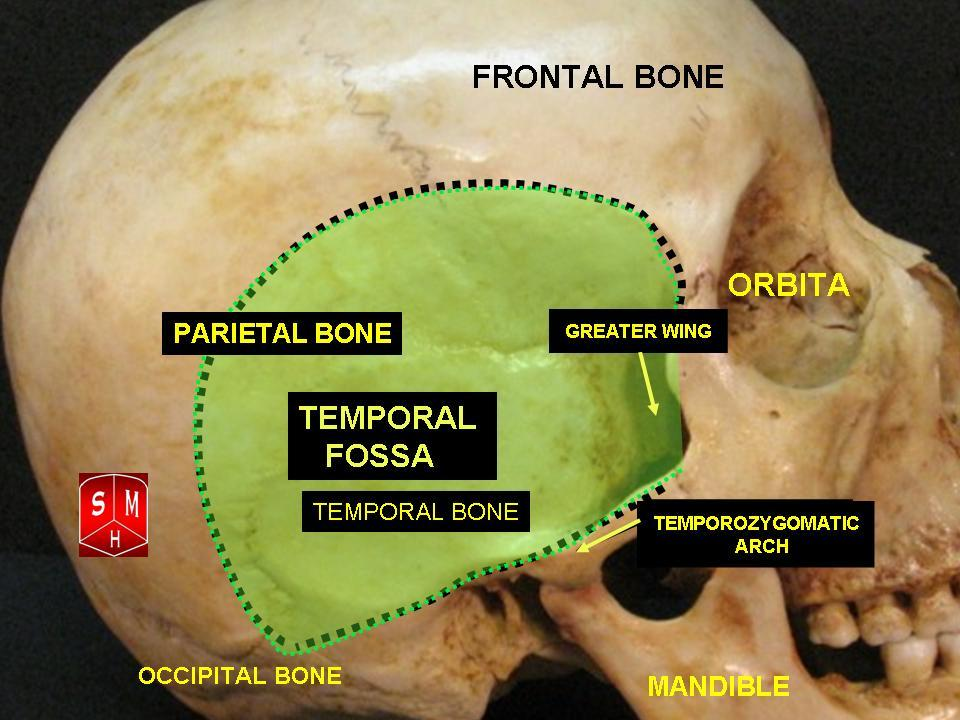
Fosse temporale